# Pilatus PC-8D
Die Pilatus PC-8D Twin Porter war ein zweimotoriges Flugzeug des Herstellers Pilatus Aircraft, das die Serienreife nicht erreichte.

## Hintergrund
Zur Verbesserung des 1959 erstmals geflogene Arbeitsflugzeug PC-6 Porter wurden verschiedene Wege gesucht, um dessen Leistung zu erhöhen. 1965 begann die Entwicklung einer zweimotorigen Porter Version, der PC-8D Twin Porter, laut Eichenbergers Jubiläumsschrift von 1989 hätten Kunden ein derartiges Flugzeug nachgefragt.

### Entwicklung
Diverse Bauteile der einmotorigen Porter wurden übernommen, so z. B. das Rumpfmittelteil, die Flügel und das Hauptfahrwerk, was die Entwicklung vereinfachte. Das Heck erhielt ein gepfeiltes Seitenleitwerk. 
Es wurden verschiedene Motorenanordnungen erwogen, darunter eine mit Motoren rechts und links vom Rumpfbug, ähnlich wie bei der Dornier Do 28. Auch eine Tandemanordnung der Motoren über dem Rumpf wie bei den früheren Dornier-Wal-Flugbooten wurde in Betracht gezogen. 
Ausgeführt wurde eine Anordnung, bei welcher die Triebwerke vor den Flügeln und sehr nahe am Rumpf platziert wurden. Die Triebwerke wurden dabei nicht wie sonst üblich an den Flügeln, sondern an einem separaten Triebwerksträger vor den Flügeln angeordnet. Zwischen den Triebwerken und den Tragflächen bestand keine Verbindung, sondern ein Zwischenraum wie bei einem Vorflügel. Mit der Anordnung der Triebwerke so nahe am Rumpf hoffte man, günstige Werte für den Einmotorenflug zu erhalten.

### Flugerprobung und Einstellung des Projektes
Der Erstflug erfolgte am 28. November 1967 durch den Prototyp mit der Registration HB-KOA. Die Resultate aus der mehr als ein Jahr dauernden Flugerprobung befriedigten jedoch nicht, so dass man das Projekt Ende Januar 1969 aufgab. Ausschlaggebend war die unzureichende Einmotoren-Leistung, wodurch die Zulassung nach FAR23 nicht möglich war. Die PC-8D Twinporter wurde auch an der internationalen Airshow in Paris vorgeführt. Das einzige gebaute Flugzeug wurde nach Beendigung des Projektes verschrottet.
Noch vor dem Erstflug der Twin Porter war mit dem Turbo-Porter ein eigenes Produkt mit erhöhter Leistung verfügbar.

## Technische Daten
| Kenngröße              | Daten                                                                     |
| ---------------------- | ------------------------------------------------------------------------- |
| Besatzung              | ?                                                                         |
| Passagiere             | ?                                                                         |
| Länge                  | 10,50 m                                                                   |
| Spannweite             | 15,60 m geplant (Prototyp 15,20 m)                                        |
| Höhe                   | 3,60 m                                                                    |
| Flügelfläche           | 32,40 m²                                                                  |
| Flügelstreckung        | 7,1 (Prototyp)                                                            |
| Nutzlast               | ? kg                                                                      |
| Leermasse              | 1550 kg                                                                   |
| max. Startmasse        | 2700 kg                                                                   |
| Reisegeschwindigkeit   | 230 km/h                                                                  |
| Höchstgeschwindigkeit  | 260 km/h                                                                  |
| Minimalgeschwindigkeit | 72 km/h                                                                   |
| Steigleistung          | 6 m/s                                                                     |
| Dienstgipfelhöhe       | 5500 m                                                                    |
| Reichweite             | 1100 km                                                                   |
| Startrollstrecke       | 160 m                                                                     |
| Landerollstrecke       | 130 m                                                                     |
| Triebwerke             | zwei 6-Zylinder-Kolbenmotoren Lycoming IO-540-GIB5 mit je 290 PS (216 kW) |